# Sokolicha
Sokolicha – obiekt fizjograficzny (łąka) w Polsce położone w województwie podlaskim, w powiecie kolneńskim, w gminie Stawiski.
Wg PRNG, istnieje łąka Sokolicha, w tym miejscu są zabudowania byłego młyna, budynki gospodarcze, oraz jeden budynek mieszkalny. Zabudowania należą do obrębu geodezyjnego Chmielewo.

## Historia
W latach 1921–1939 osada leżała w województwie białostockim, w powiecie kolneńskim (od 1932 w powiecie łomżyńskim), w gminie Stawiski.
Według Powszechnego Spisu Ludności z 1921 roku osadę zamieszkiwało 8 osób, 1 była wyznania rzymskokatolickiego a 7 mojżeszowego. Jednocześnie wszyscy mieszkańcy zadeklarowali polską przynależność narodową. Był tu 1 budynek mieszkalny. Miejscowość należała do parafii rzymskokatolickiej w m. Stawiski. Podlegała pod Sąd Grodzki w Stawiskach i Okręgowy w Łomży; właściwy urząd pocztowy mieścił się w m. Stawiski.
W latach 1975–1998 miejscowość należała administracyjnie do województwa łomżyńskiego.